# Biskopsängen
Biskopsängen är en  stadsdel i det administrativa bostadsområdet Skallberget-Vega i Västerås. 
Biskopsängen är ett koloniområde där det finns kolonistugor. 

Området avgränsas av Skultunavägen, E18, Svartån och Hovdestalund.
Biskopsängen gränsar i norr till  Hovdestalund, i öster till Rocklunda, i söder till Aroslund och i väster till Svartån.